# ویجی وارما
ویجی وارما (به انگلیسی: Vijay Varma) (زاده ۲۹ مارس ۱۹۸۶) بازیگر هندی است.
از کارهای معروف او می‌توان به بازی در فیلم عزیزان اشاره کرد.

## فیلم‌شناسی
فهرست برخی از فیلم‌هایی که ویجی وارما در آن‌ها به ایفای نقش پرداخته است:
- چیتاگونگ-۲۰۱۲
- گروه ارواح-۲۰۱۴
- صورتی-۲۰۱۶
- تیراندازی در موسم بارندگی-۲۰۱۷
- پسر طبقه متوسط-۲۰۱۷
- مانتو-۲۰۱۸
- پسر خیابان-۲۰۱۹
- سوپر ۳۰-۲۰۱۹
- شورشی ۳-۲۰۲۰
- رفیق-۲۰۲۰
- عزیزان-۲۰۲۲
- داستان‌های شهوت ۲-۲۰۲۳
- جان جان-۲۰۲۳
- قتل مبارک-۲۰۲۳